# Phaonia vockerothi
Phaonia vockerothi är en tvåvingeart som beskrevs av Barros de Carvalho 1983. Phaonia vockerothi ingår i släktet Phaonia och familjen husflugor. Inga underarter finns listade i Catalogue of Life.